# Ганс Якоб Райсснер
Ганс Якоб Райсснер (нім. Hans Jacob Reissner), також відомий як Якоб Йоганнес Райсснер (нім. Jacob Johannes Reissner) (18 січня 1874, Берлін — 2 жовтня 1967, Маунт. Анхель, Орегон) — німецький інженер-аеронавігатор, який займався математичною фізикою. Під час Першої світової війни нагороджений Залізним хрестом другого класу (для цивільних осіб) за новаторську роботу з проєктування літаків.

## Інтернет-ресурси
- Hans Reissner Papers MSS 30. Special Collections & Archives, UC San Diego Library.